# Pierre Ebéde
Pierre Romain Owodo Ebéde (9 de febrero de 1980) es un futbolista camerunés, se desempeña como guardameta y actualmente se encuentra sin equipo.

## Clubes
| Club               | País    | Años        |
| ------------------ | ------- | ----------- |
| Tonnerre Yaoundé   | Camerún | 1997 - 1998 |
| Apollon Kalamarias | Grecia  | 1999 - 2002 |
| AO Chalkidona      | Grecia  | 2003 - 2005 |
| Panathinaikos FC   | Grecia  | 2005 - 2007 |
| FC Metz            | Francia | 2007 - 2008 |
| AEL Limassol       | Chipre  | 2008 - 2010 |
| FC Astra Ploiești  | Rumanía | 2010        |

- Datos: Q953394